# Carl Theodor Wilhelm Hoff
Carl Theodor Wilhelm Hoff (Estrasburgo, 7 de maio de 1883 – Berlim, abril de 1945) foi um engenheiro alemão. Foi diretor da Deutsche Versuchsanstalt für Luftfahrt (DVL) em Berlim.

## Formação e carreira
Filho do comerciante Carl Ernst Friedrich (1847–1921) e sua mulher Sophie Wilhelmine, neé Becker. Teve uma irmã mais velha, Louise Bresslau-Hoff (1882–1966).
Frequentou de 1890 a 1899 o ginásio protestante e depois até 1902 a Oberrealschule em Estrasburgo. Começou a estudar no mesmo ano na Universidade de Estrasburgo e alistou-se depois como voluntário de um ano no Regimento de Artilharia 51 em Estrasburgo. Concluiu em março de 1909 um estudo de engenharia mecânica iniciado em 1904 na Königlich Technische Hochschule Charlottenburg.
Hoff trabalhou como engenheiro a partir de 1909 na Motorluftschiff-Studiengesellschaft em Reinickendorf. Construiu dirigíveis e aviões, obtendo em 13 de dezembro de 1910 o brevê Nr. 41 da Deutsches Luftfahrerverband após formação em um Wright Model A e no ano seguinte uma licença como balonista. Auxiliou August von Parseval na construção de seu hidroavião.
Em 1911 foi assistente de Hans Reissner na Universidade Técnica da Renânia do Norte-Vestfália em Aachen e conduziu experimentos em aviões durante o voo. Após obter um doutorado com a tese Versuche an Doppeldeckern zur Bestimmung ihrer Eigengeschwindigkeit und Flugwinkel dirigiu a partir de 1 de janeiro de 1913 o Departamento de aviões (Flugzeugabteilung) do recém fundado Aeródromo de Johannisthal em Berlim.
Em 29 de agosto de 1913 casou com Erna Wegener, com quem teve as filhas Marie-Luise e Brigitte e os filhos Carl e Hans hatte.
Durante a Primeira Guerra Mundial esteve na Frente Ocidental na Luftstreitkräfte. Depois chefiou a Inspeção de Aeronaves da Força Aérea (IdFlieg) em Adlershof, responsável pelos testes de todas as aeronaves e pelo desenvolvimento de regulamentos de construção. Depois de retornar ao DVL em 1919, assumiu o cargo de diretor de 1 de janeiro de 1920 a 1936.
No Pentecostes de 1920, em preparação para a primeira Rhön-Segelflugwettbewerb, planejada para agosto, visitou a área ao redor do Wasserkuppe, junto com os outros organizadores, que os estudantes de Darmstadt do círculo de Hans Gutermuth já haviam usado para experimentos de planagem desde 1912. Nos primeiros anos após o renascimento do "voo sem motor" foi o presidente da comissão técnica das competições anuais do Rhön. Por seus serviços na fundação e no apoio a uma associação aeronáutica na Universidade Técnica de Berlim, Hoff foi nomeado em 1927 como membro honorário do Akaflieg Berlin.
A partir de 1923 foi professor assistente no Departamento de Aviação (Lehrstuhl für Luftfahrtwesen) da Universidade Técnica de Berlim e, em 1925, tornou-se professor titular. Lecionou sobre projeto de aeronaves desde 1927 e começou a se preparar em 1936 para a criação de um instituto de ensino de aviação na Universidade Técnica de Berlim.

## Publicações selecionadas
- W. Hoff (1913). Versuche an Doppeldeckern zur Bestimmung ihrer Eigengeschwindigkeit und Flugwinkel. Berlim / Heidelberg: Springer. OCLC 863922633
- W. Hoff (1920). Die Entwicklung deutscher Heeresflugzeuge im Kriege. Zeitschrift d. Vereins dt. Ingenieure. Berlim: Verlag d. Vereins dt. Ingenieure
- W. Hoff (1922). Die Festigkeit deutscher Flugzeuge. 36. Bericht d. Deutschen Versuchsanstalt f. Luftfahrt. München / Berlim: R. Oldenbourg. pp. 139–182
- W. Hoff (1939). Der Luftfahrtingenieur. [S.l.]: Akad. Auskunftsamt Berlin in Verbindg. mit d. Amt f. Berufserziehung u. Betriebsführung in d. Dt. Arbeitsfront